# Llançacoets Antitancs Tipus 4 de 70 mm
El Llançacoets Antitancs Tipus 4 de 70 mm era un llançacoets antitancs japonès utilitzat l'ultim any de la Segona Guerra Mundial. Es va dissenyar com a arma per a la defensa del territori japones, en cas d'invasió per part de les forces aliades. Era similar al Panzerschreck alemany i al Bazooka americà.

## Història
El 1944, les tropes americanes en la campanya del Pacífic van començar a utilitzar el M1 Bazooka contra les forces japoneses. Com a resposta, l'Exèrcit Imperial Japonès va començar a desenvolupar el llançacoets Tipus 4. Al contrari que el coet americà, que utilitzava aletes per a estabilitzar-se al vol, el coet japonès, tenia un sistema de venturis amb angles a la base del coet, que ajudava l'ajudava a rotar en el vol, per tindre més estabilitat, similar als coets de 20 cm d'HE ('Hight Explosive', de l'anglès: 'Alt Explosiu').

## Desenvolupament

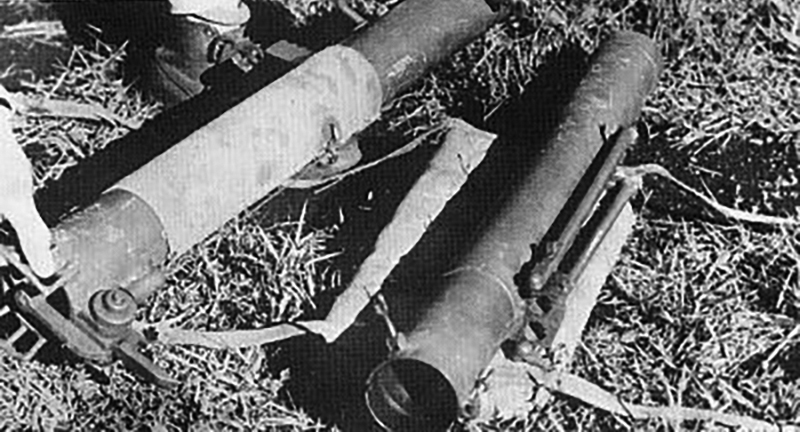
Llançacoets Antitanc Tipus 4 de 70 mm, desmuntat

El llançacoets estava fet en dues parts, que es juntaven en un punt, similar al Llançacoets Americà de 3,5 inch. Estava dissenyat per a ser disparat per un soldat d'infanteria estirat a terra. L'arma utilitzava un bipode similar al que utilitzava la metralladora lleugera Tipus 99. L'usuari, s'havia de tumbar en un angle de 45 graus amb respecte al llança coets, sitiat a la.part esquerra d'aquest, i el carregador estava situat en una posició similar però a l'altre banda. La empunyadura i el sistema de foc estaven situats a la part de darrere del llança coets. El cable del sistema de foc, anava des d'on estava el sistema de foc, fins a la part del final, on estava situat el detonador. El detonador i el pim de foc, estaven montats en un braç de l'arma. Aquest braç estava sitiat a la part superior del canó i fora del punt per on es carregava el coet, quan estava en la posició de carregat. Posant el pin que aguantava el braç en posició al voltant del canó, i d'una molla de pressió, i apretant el gallet, el martell feia que el detonador detonés i el coet feia ignició i disparava.

## Projectil
El coet de 70 mm, utilitzava un detonador de morter, com el coet de 20 cm. Quan s'equipava el coet amb un detonasor d'artilleria, no es podia tornar enrere i no es podria desmuntar. Els fusibles dels morters japonesos de 81 i 90 mm, utilitzaven un fil de cisalla per a fer que els seis projectils fossin més segurs. El cable passava pel cos de llautó del projectil i el pin de detonació de llautó i alumini. Quan el projectil impactava, el pin es veia obligat a retrocedir, trencant el fil i alliberant el pistó per a colpejar el pinçador i el detonador del projectil.